# Peter Lichtenthal
Peter Lichtenthal (Bratislava, Eslovàquia, 10 de maig de 1780 - Milà, Itàlia, 18 d'agost de 1853) va ser un compositor i musicògraf austrohongarès.
Va estudiar medicina a Itàlia segons l'abat Bertim; es va doctorar en medicina a Viena el 1808 i també hi va estudiar música. Va establir-se a Viena, on va viure fins al 1810, en què fixà la seva residència a Milà, per motius de salut i va treballar com a censor. Allà es feia dir Pietro. Va ser amic de Carl Thomas Mozart, fill de  Wolfgang amadeus. Carl (Karl) Thomas Mozart també va viure a Milà. S'ignora qui va dirigir els seus estudis musicals, però en les seves diverses composicions demostrà condicions poc comunes, i com a escriptor musical fou avantatjosament reputat.
Lichtenthal també va conèixer Niccolò Paganini, que li va dictar l'esbós de la seva autobiografia el 1828.

## Treballs sobre Mozart
Lichtenthal va promoure a Milà les obres de W. A. Mozart; en va fer alguns arranjaments:
- Simfonia núm. 40 (sol menor), K. 550, per a quintet de corda.
- Simfonia núm. 41 (do major, «Júpiter»), K. 551, també per a quintet de corda.
- Requiem KV 626, per a quartet de corda.

L'arranjament del Requiem va estar interpretat al voltant de 2010 per diversos conjunts de quartets de corda. Les nombroses composicions pròpies de Lichtenthal (algunes estan dedicades a W. A. Mozart o Carl T. Mozart) han estat en gran part oblidades.

## Obres musicals
Va compondre diversos quartets, trios, marxes, sonates i variacions per a piano, violí i violoncel.
- Ave Maria, per a soprano.
- Pater noster, a quatre veus.
- Àlbum musicale sacro, contenint 12 cantates religioses.
- Il Conte d'Essex, música de ballet (La Scala de Milà, 1818).
- Le Sabine in Roma, música de ballet (La Scala de Milà, 1820).
- Giovanna d'Arco, música de ballet amb Vigano i Brambilla (La Scala de Milà, 1820).
- Cimene, música de ballet (La Scala de Milà, 1820).
- Alesandro nell'Inde, música de ballet (La Scala de Milà, 1820).
- Didone, música de ballet amb Salvatore Vigano i Paolo Brambilla (La Scala de Milà, 1821).

## Obres escrites
- Harmonik für Damen, oder Kurze Anweisung die Regelm des Generalbasses auf eine leichtfassliche Art zu erlernen, (Viena, 1806).
- Der musikalisch Arzt, oder Abhanlung von dem Einfusse der Musik auf den menschlischen Körper und von ihrer Amvendung in gewissen Krankeiten, (Viena, 1807), traduïda a l'italià (Milà, 1811).[2]
- Orpheik, oder Anweisung die Regeln der Komposition auf eine leichte and fassliche Art zu erlernen, (Viena, 1807).
- Cenni biografici intorno al celebre maestro W. A. Mozart, estratti da dati autentici, (Milà, 1814).
- Dizionario e Bibliografia della musica, (Milà, 1826), traduïda al francès (París, 1839).
- Estetica, assia dottrina del bello e delle bele arti, (Milà, 1831).
- Mozart e le sue creazioni, (Milà, 1842).
- Eine kurze Biographie W. A. Mozarts.[3]
- Ein Musiklexikon,[4] que es considera un assoliment pioner. Ha estat traduït (i modificat) al francès.[5] La versatilitat de Lichtenthal queda demostrada pel fet que també va escriure una guia de viatge per a Itàlia.[6]